# Cornutrypeta
Cornutrypeta is een geslacht van insecten uit de familie van de Boorvliegen (Tephritidae), die tot de orde tweevleugeligen (Diptera) behoort.

## Soorten
- C. spinifrons (Schroeder, 1913)
- C. superciliata (Frey, 1935)